# Centro Universitario de Ciencias Sociales y Humanidades
El Centro Universitario de Ciencias Sociales y Humanidades (CUCSH) de la Universidad de Guadalajara, fue creado formalmente en 1994 en el marco de la reforma estructural iniciada por la Universidad de Guadalajara en 1989, y que dio lugar a la configuración de la Red Universitaria.

## Oferta Educativa
Lo siguiente 
Licenciatura
- Carrera de Abogado Semiescolarizado

- Carrera en Abogado

- Antropología

- Comunicación Pública

- Criminología

- Didáctica del Francés como Lengua Extranjera

- Docencia del Inglés (Modalidad Semiescolarizada Abierta y a Distancia)

- Docencia del Inglés como Lengua Extranjera

- Escritura Creativa

- Estudios Políticos y Gobierno

- Filosofía

- Geografía

- Historia

- Letras Hispánicas

- Licenciatura en Relaciones Internacionales

- Licenciatura en Sociología

- Licenciatura en Trabajo Social

- Nivelación a la Licenciatura en Trabajo Social (NiLiTS)

Maestrías
- Bioética
- Ciencia Política
- Ciencias Sociales
- Comunicación
- Derecho
- Desarrollo Local y Territorio
- Enseñanza del Inglés como Lengua Extranjera
- Estudios Críticos del Lenguaje
- Estudios de Género
- Estudios de las Lenguas y Culturas Inglesas
- Estudios de Literatura Mexicana
- Estudios Filosóficos
- Estudios Francófonos: Pedagogía, Lingüística y Estudios Interculturales
- Estudios Mesoamericanos
- Gestión y Desarrollo Social
- Global Politics and Transpacific Studies
- Historia de México
- Investigación Educativa
- Lingüística Aplicada
- Literaturas Interamericanas
- Relaciones Internacionales de Gobiernos y Actores Locales (Programa Nacional de Posgrados del CONACYT)
- Maestría Interinstitucional en Deutsch als Fremdsprache: Estudios Interculturales de Lengua, Literatura y Cultura Alemanas

Doctorados
- Ciencia Política
- Ciencias Sociales
- Cognición y Aprendizaje
- Derecho
- Educación
- Geografía y Ordenación Territorial
- Historia
- Humanidades

## Departamento de Estudios en Lenguas Indígenas
El Departamento de Estudios en Lenguas Indígenas (DELI) tiene como objetivo la preservación y fortalecimiento de las lenguas y culturas indoamericanas a través de la investigación, difusión y aplicación de sus resultados. Desde sus inicios, ha estado vinculado a la revista FUNCION, donde se han publicado avances y estudios sobre lenguas indígenas.
Su labor incluye la investigación lingüística para la descripción y estandarización de lenguas indígenas, la formación de docentes, la producción de materiales educativos y la publicación de textos en lenguas originarias. También estudia la tradición oral, la mitología y el arte huichol. Además, ha promovido la participación de miembros de comunidades indígenas en sus proyectos.
El DELI también investiga el español de México, su variación lingüística y el contacto con lenguas amerindias. Su Maestría en Lingüística Aplicada (MLA) ha formado a docentes e investigadores, incluyendo hablantes indígenas que han desarrollado literatura en sus propias lenguas.
En el ámbito de difusión y vinculación, organiza conferencias, eventos culturales y encuentros de escritores en lenguas indígenas, con participación nacional e internacional. Ha colaborado con el Goethe Institut y actualmente su evento de escritores es parte de la Feria Internacional del Libro de Guadalajara (FIL).

## Departamento de Estudios del Pacífico

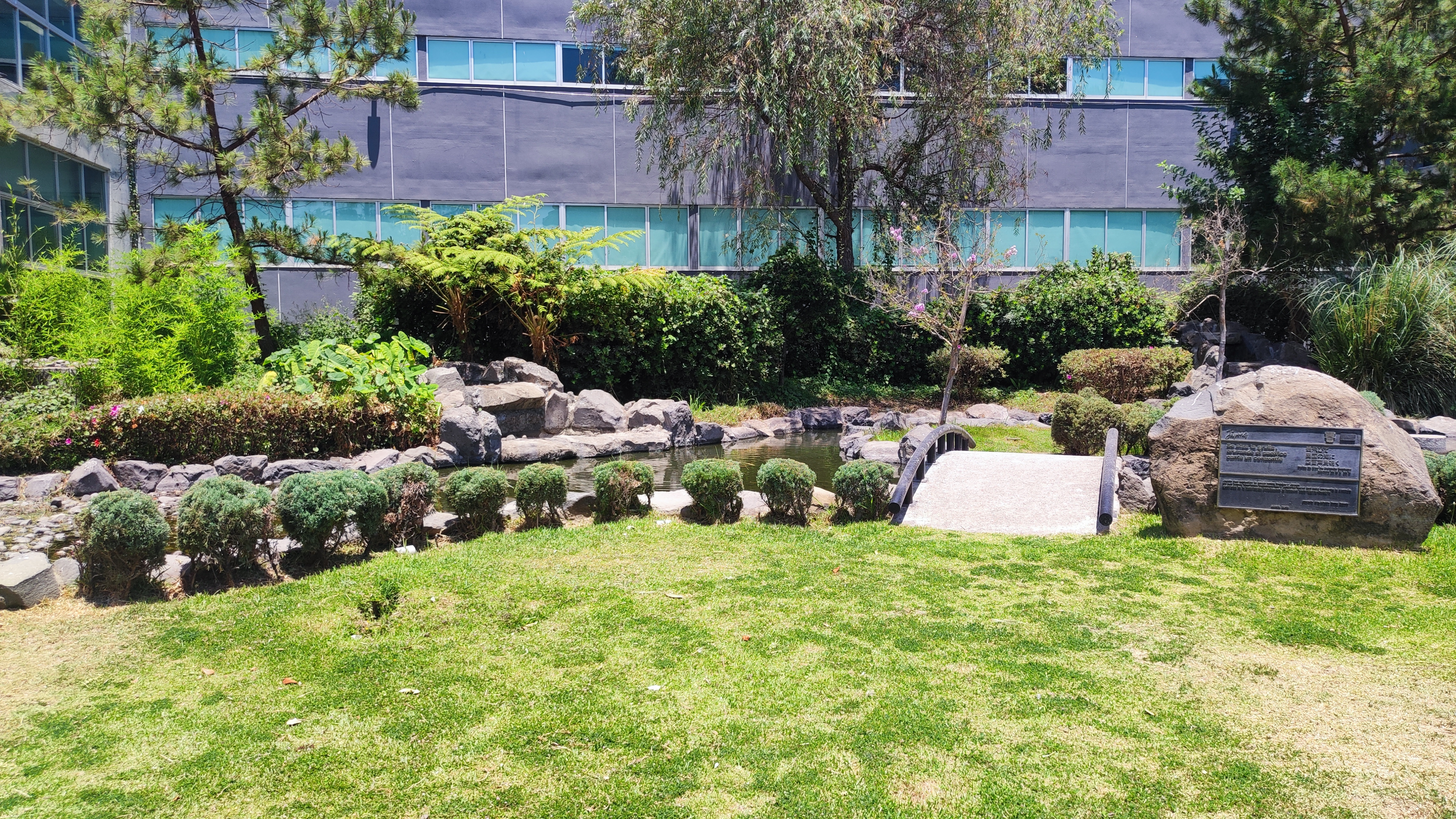
Jardín Japonés del Cucsh.

El Departamento de Estudios del Pacífico (DEP) es una unidad académica de investigación fundada en 1990. Su objetivo principal es el análisis multidisciplinario de los procesos políticos, económicos, sociales y culturales relacionados con la región del Pacífico, con especial énfasis en México y su vínculo con la Cuenca del Pacífico.
El departamento cuenta con una planta de 12 investigadores de tiempo completo, todos con estudios de posgrado. De ellos, el 50 % posee el grado de doctorado y el otro 50 % el de maestría. Aproximadamente una tercera parte del cuerpo académico ha cursado estudios de posgrado en el extranjero, en instituciones de países como Estados Unidos, Francia, China y Japón.
Desde 1998, el grupo de investigadores del DEP forma parte de los Programas de Estímulos a la Investigación de su universidad, constituyéndose como el grupo de liderazgo México y la Cuenca del Pacífico, actualmente consolidado como cuerpo académico reconocido.
En términos de reconocimiento académico, el 92 % del personal cuenta con el Perfil Promep (Programa para el Desarrollo Profesional Docente), y 41 % de los investigadores pertenece al Sistema Nacional de Investigadores (SNI), lo que refleja el nivel de consolidación académica del departamento.

## Departamento de Estudios en Educación

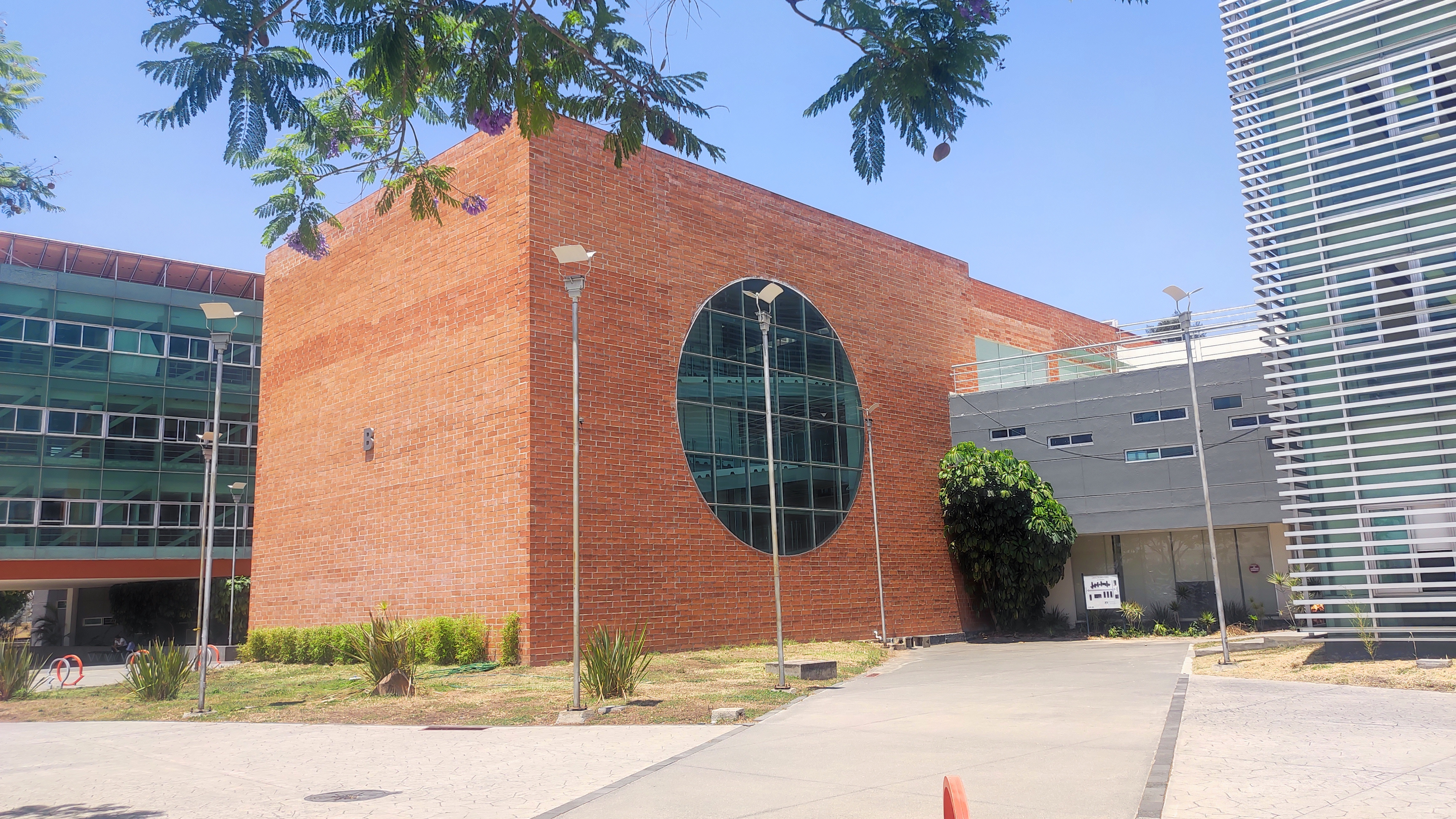
Biblioteca del Cucsh

El Departamento de Estudios en Educación (DEEDUC) es una unidad académica de investigación y formación de posgrado adscrita a la División de Estudios de Estado y Sociedad (DEES) del Centro Universitario de Ciencias Sociales y Humanidades (CUCSH), perteneciente a la Red Universitaria de la Universidad de Guadalajara.
El DEEDUC tiene sus orígenes en el Centro de Investigación Educativa (CIE), creado en 1986 con el propósito de fortalecer el desarrollo de la investigación educativa y la formación de investigadores a nivel de posgrado. Con la adopción del modelo de Red Universitaria en 1994, la Universidad de Guadalajara reestructuró sus centros y departamentos, y el CIE se transformó en el actual Departamento de Estudios en Educación. En ese mismo proceso se integró el Centro de Estudios de Género (CEG), como parte de los esfuerzos institucionales por incluir la perspectiva de género en los debates académicos.
El Centro de Estudios de Género cuenta con instalaciones propias, ubicadas en Juan Manuel 130, primer piso, Zona Centro, Guadalajara, Jalisco, México.
El DEEDUC lleva a cabo funciones sustantivas de investigación, docencia, extensión y difusión, dirigidas tanto a la comunidad universitaria como a la sociedad en general, a nivel local, nacional e internacional. Sus programas de Maestría y Doctorado están orientados a la formación de investigadores en el campo educativo, promoviendo un enfoque interdisciplinario en colaboración con otros departamentos y universidades.

## Departamento de Estudios Ibéricos y Latinoamericanos
El Departamento de Estudios Ibéricos y Latinoamericanos es una unidad académica especializada de la Universidad de Guadalajara, enfocada en el análisis interdisciplinario de los procesos sociales, políticos, económicos y culturales de América Latina y la península ibérica.
Durante la década de 1980, comenzaron a consolidarse en la Universidad de Guadalajara diversos centros especializados de investigación. En este contexto surgió el interés por los estudios latinoamericanos dentro de la Facultad de Filosofía y Letras, lo que llevó a la formación del Centro de Estudios Latinoamericanos (CESLA), integrado por un grupo de investigadores que abordaban, principalmente, temas económicos y políticos de la región.
Como respuesta al contexto internacional generado por la primera Cumbre Iberoamericana, celebrada en Guadalajara en 1991, se creó en noviembre de ese mismo año el Centro de Estudios Ibéricos y Latinoamericanos (CEILA), bajo la dirección del doctor Jaime Preciado Coronado. Este centro amplió su enfoque hacia la región ibérica, fortaleciendo la dimensión internacional de los estudios que realizaba.
El 1 de junio de 1994, el CEILA se transformó oficialmente en el Departamento de Estudios Ibéricos y Latinoamericanos, como parte de la reestructuración institucional promovida por la implementación del modelo de Red Universitaria de la Universidad de Guadalajara.

## Departamento de Estudios Sobre Movimientos Sociales

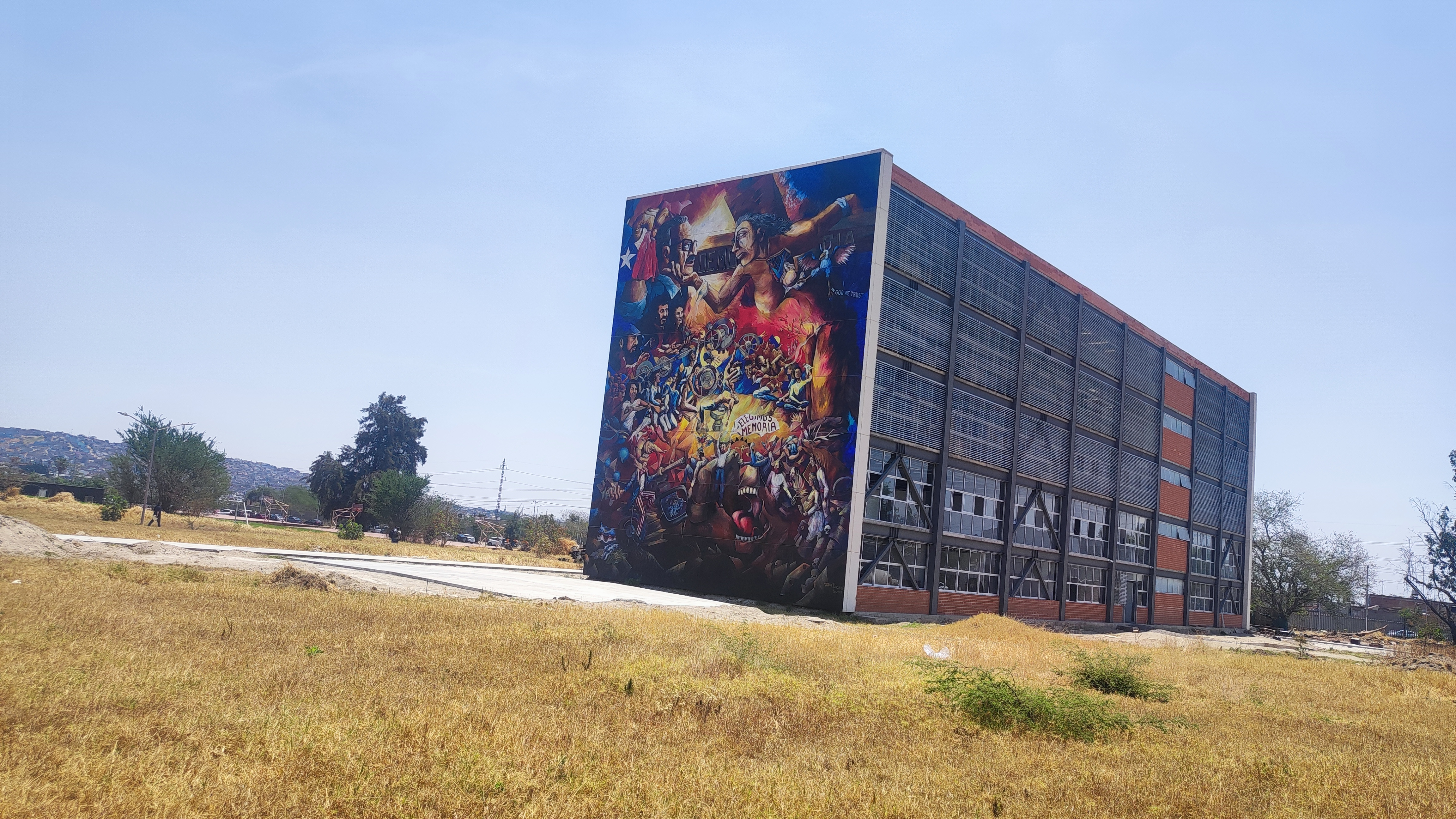
Edificio J con el mural de Salvador Allende.

El Departamento de Estudios Sobre Movimientos Sociales (DESMOS) es una unidad académica de investigación de la Universidad de Guadalajara, enfocada en el análisis científico de los movimientos sociales, la sociedad civil y su relación con la sociedad política, en el contexto de Jalisco y México.
Sus orígenes se remontan a 1987, cuando fue fundado como una instancia académica dedicada al estudio sociopolítico de los movimientos sociales. Desde sus inicios, ha buscado comprender estos fenómenos como expresiones de la sociedad civil, y analizar su papel como mediadores entre esta y el Estado, en distintos contextos regionales y nacionales.
En 1990, el Honorable Consejo General Universitario aprobó oficialmente su existencia bajo el nombre de Centro de Investigación Sobre Movimientos Sociales (CISMOS). Posteriormente, con la creación de la Red Universitaria de Jalisco en 1994, la entidad adoptó su nombre actual como Departamento de Estudios Sobre Movimientos Sociales.
El enfoque del departamento es interdisciplinario, y sus líneas de investigación abarcan temas como las acciones colectivas, la ciudadanía, los conflictos sociales y la interacción entre actores sociales y políticos. Su labor busca contribuir al entendimiento del entorno sociopolítico contemporáneo desde una perspectiva crítica y académica